# Bedřich Karel ze Schwarzenbergu
Bedřich Karel kníže ze Schwarzenbergu (německy Friedrich Karl Fürst zu Schwarzenberg; 30. září 1800 Vídeň – 6. března 1870 Vídeň) byl česko-rakouský šlechtic, zemský vlastenec a vojevůdce císařské armády. Zanechal po sobě obsáhlé zápisky o svém dobrodružném životě.

## Život

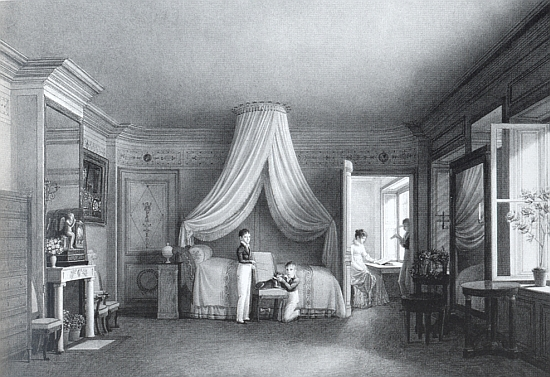
Bedřich Karel s matkou Marií Annou a bratry na rakouském velvyslanectví v Paříži, kde působil jejich otec. Rytina od Augusta Garnereye z roku 1812.

Narodil se jako Friedrich Karl Johan Nepomuk Joseph Prinz zu Schwarzenberg, nejstarší syn slavného vojevůdce a diplomata Karla I. Filipa ze Schwarzenbergu a jeho manželky Marie Anny z Hohenfeldu.
Na podzim roku 1816 nastoupil jako kadet ke schwarzenberským hulánům. V roce 1818 byl povýšen na nadporučíka. V roce 1820 se účastnil ve válce proti Neapoli. Byl nejstarší ze sourozenců, ale zřekl se role hlavy rodu ve prospěch svého mladšího bratra Karla II. a přenechal mu knížecí hodnost a starost o rodový majetek mladšímu bratrovi Karlovi II. (1802–1858). V roce 1830 se zúčastnil tažení Francouzů proti Alžíru. Po návratu do Vídně sepsal roku 1834 zážitky z tohoto tažení. Roku 1846 se účastnil jako rakouský důstojník války v Haliči. V roce 1848 se účastnil potlačení povstání v Itálii a Uhersku. V roce 1851 byl povýšen do hodnosti generálmajora. Jako válečník na volné noze se účastnil karlistických válek ve Španělsku.
Získal přízvisko „poslední lancknecht“.
Jeho mateřským jazykem byla francouzština, pak ovládal češtinu, německy se naučil až později.

## Stromy přátelství
V lese u Orlíka v roce 1843 - v roce 30. výročí bitvy u Lipska, v níž maršálek Karel Filip ze Schwarzenbergu (1771–1820) vyhrál – se sešli členové orlické větve Schwarzenbergů. Na místě každý z nich zasadil jeden dub. Dubů bylo zasazeno sedm, nejčestnější místo patřil Marii Anně, vdově po maršálkovi. Na jednotlivých dubech jsou dnes umístěny tabulky se jmény. Dubů bylo zasazeno devět, dnes je již pouze pět: Karel II., Bedřich, Marie, Gabriela, Josefina.
Místo v lese se nazývá stromy přátelství a je na zelené turistické značce u rozcestí Sv. Anny 7 km od zámku Orlík.

## Dílo Bedřicha Schwarzenberga
- Lancknechta Bedřicha Schwarzenberga Španělský deník a Zrození revolucí (1934) – přepracovaný text Karlem VI. Schwarzenbergem.

## Galerie

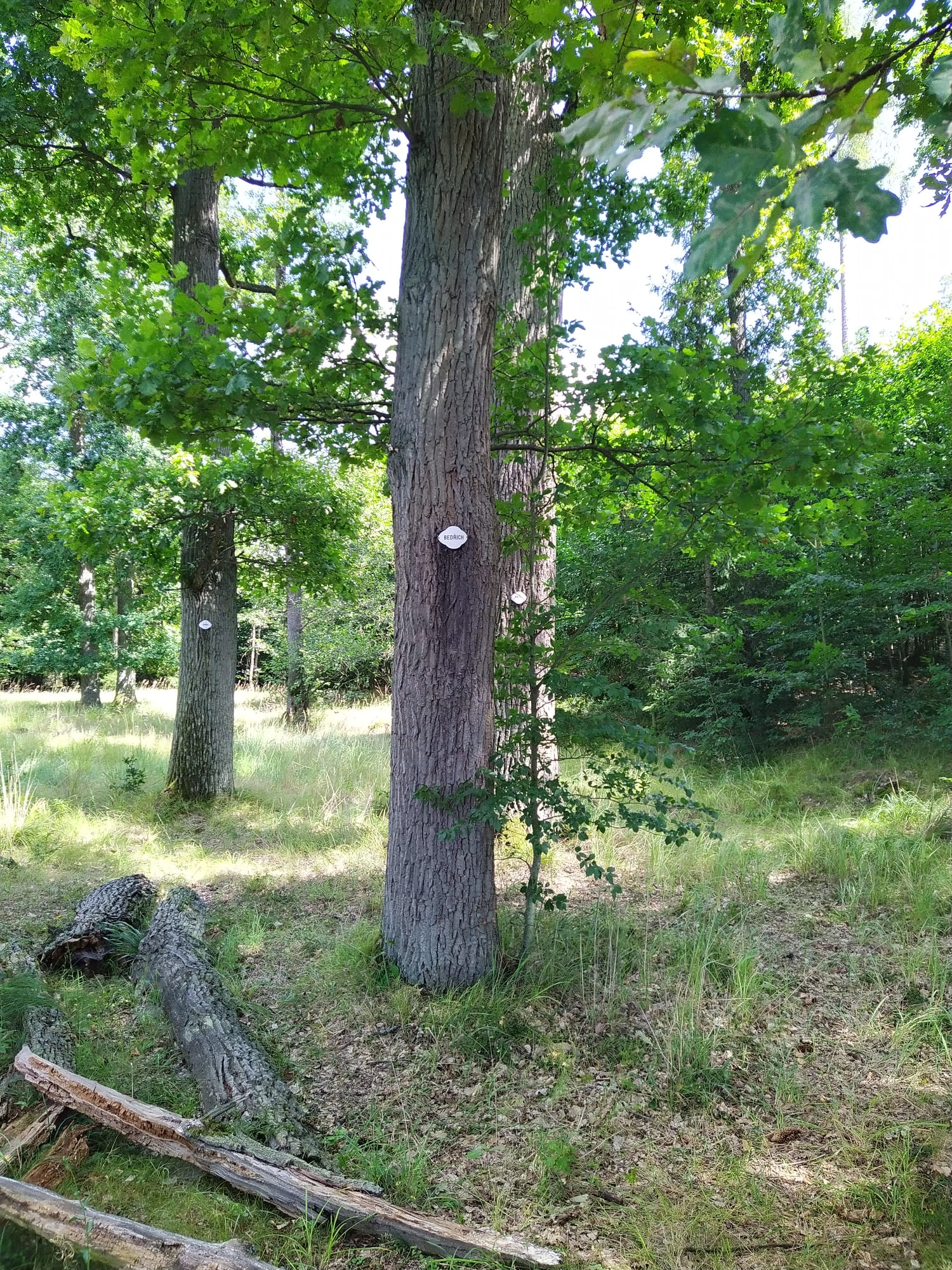
Strom Bedřich
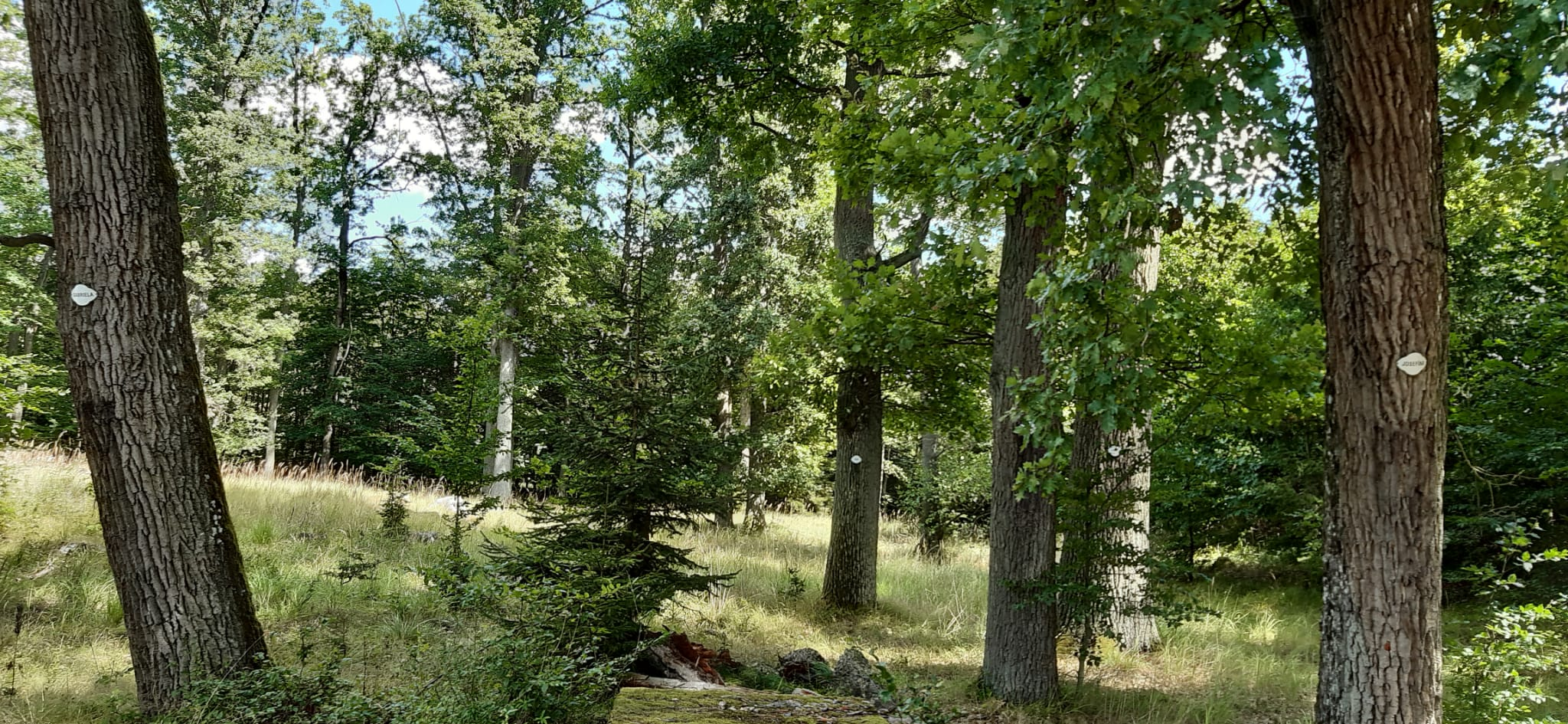
Stromy přátelství